# Jean-Frédéric Phélypeaux, comte de Maurepas

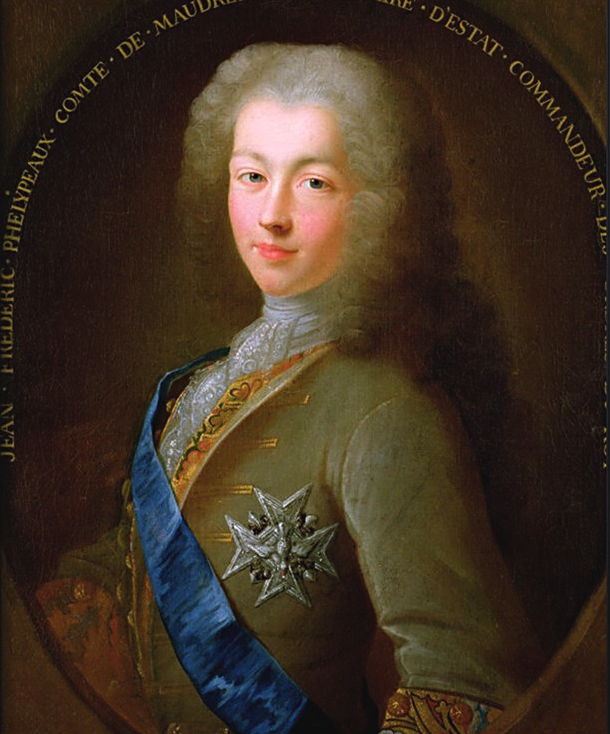
Jean-Frédéric Phélypeaux, Graf von Maurepas

Jean-Frédéric Phélypeaux, comte de Maurepas (auch Phélippeaux) (* 9. Juli 1701 in Versailles; † 21. November 1781 ebenda) war ein französischer Staatsmann. Unter Ludwig XV. war er von 1723 bis 1749 Secrétaire d’État à la Marine, fiel dann in Ungnade, wurde aber unter Ludwig XVI. ab 1774 bis zu seinem Tod leitender Staatsminister.

## Leben

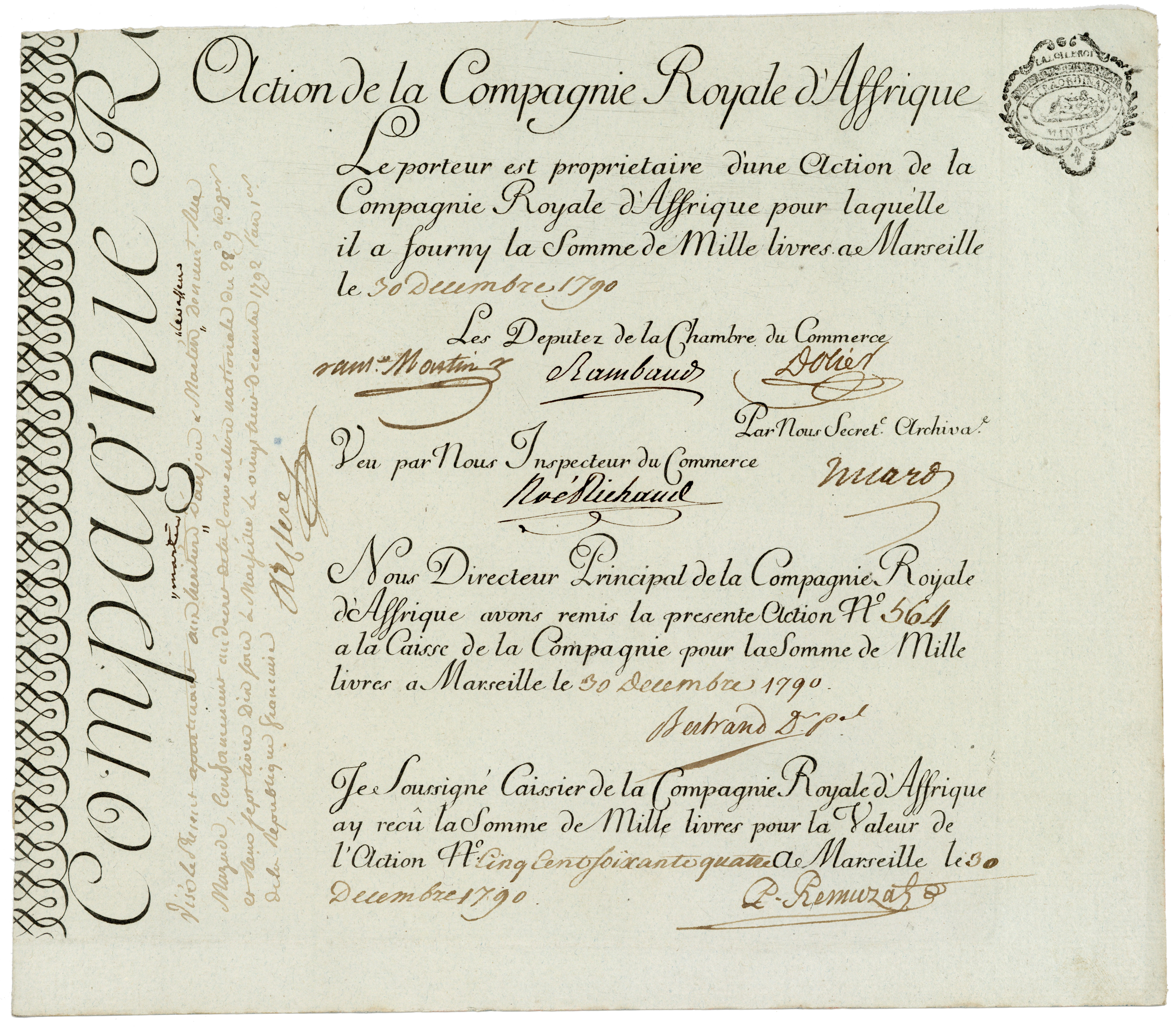
Aktie der Compagnie Royale d’Afrique über 1.000 Livres, ausgegeben am 30. Dezember 1790 in Marseille

Maurepas war ein Sohn von Jérôme Phélypeaux de Pontchartrain, Graf von Maurepas, Staatssekretär für die Marine und den königlichen Haushalt. Er wurde schon als Kind in den Malteserorden aufgenommen und nach dem Tod seines Vaters mit vierzehn am 16. August 1723 offiziell zu dessen Nachfolger als Secrétaire d’État à la Marine ernannt; er begann seine Funktionen im königlichen Haushalt mit siebzehn, übernahm die tatsächliche Verwaltung der Marine im Jahr 1725 und behielt sie bis 1749. Er war maßgeblich an der 1741 erfolgten Gründung der Compagnie Royale d’Afrique durch König Ludwig XV. beteiligt. Diese Kolonial- und Handelsgesellschaft für Afrika bestand bis 1794.
Wenn auch im Grunde leicht und oberflächlich im Charakter, so war Maurepas doch ernsthaft an wissenschaftlichen Angelegenheiten interessiert und er engagierte Frankreichs beste Köpfe, um Fragen der Navigation und der Schiffskonstruktion wissenschaftlich anzugehen.
Er war zutiefst zerstritten mit seiner Cousine Marie-Anne de Mailly-Nesle, die ab 1742 bis zu ihrem Tod Ende 1744 zur Maîtresse en titre des Königs Ludwig XV. und Herzogin von Châteauroux aufstieg. Voltaire, der in der Gunst der Mätresse stand, bekam auf Betreiben Maurepas’ keinen Sitz in der Académie française, und schrieb in seinen Memoiren: „Er hatte die Manie, sich mit allen Geliebten seines Herrn zu überwerfen, und das ist ihm schlecht bekommen“. Nachdem Voltaire selbst bei Madame de Châteauroux in Ungnade gefallen war, suchte er die Nähe von Madame d’Étiolles, die 1745 nach dem Tod der ersteren als Madame de Pompadour zur maîtresse en titre aufstieg und ihm die Aufnahme in die Akademie sowie eine Kammerherren-Charge verschaffte. Maurepas hingegen fiel 1749 in Ungnade, wegen eines Epigramms gegen Madame de Pompadour, und wurde aus Paris verbannt.
Nach der Thronbesteigung Ludwigs XVI. wurde er aber Staatsminister und Ludwigs Hauptberater. Er legte das Finanzministerium in die Hände von Turgot, den königlichen Haushalt in die von Malesherbes und machte Vergennes zum Außenminister. Zu Beginn seiner neuen Karriere offenbarte er seine Schwäche, indem er dem öffentlichen Druck nachgab und das alte Parlament wiedereinsetzte, das Maupeou entlassen hatte. Damit brachte er den gefährlichsten Feind der absolutistischen Macht des Königs wieder ins Spiel. Dieser Schritt sowie seine Intervention für die amerikanischen Staaten waren ein Beitrag auf dem Weg zur Französischen Revolution. Neidisch auf Turgots Einfluss auf Ludwig XVI., intrigierte er gegen ihn. Nach der Entlassung Turgots 1776 folgten sechs Monate Durcheinander und danach die Ernennung Neckers. Auch ihn ließ er 1781 wegen seiner Reformversuche entlassen. Kurz darauf starb er.
Seit 1725 war er Ehrenmitglied der Académie royale des sciences und seit 1736 der Académie royale des inscriptions et belles-lettres.